# Cytheroma latiantennata
Cytheroma latiantennata är en kräftdjursart som beskrevs av Elofson 1938. Cytheroma latiantennata ingår i släktet Cytheroma, och familjen Cytheromatidae. Arten är reproducerande i Sverige.